# Chemin
Chemin é uma comuna francesa na região administrativa de Borgonha-Franco-Condado, no departamento de Jura. Estende-se por uma área de 9,14 km². Em 2010 a comuna tinha 353 habitantes (densidade: 38,6 hab./km²).